# Dufouria americana
Dufouria americana är en tvåvingeart som först beskrevs av Henry J. Reinhard 1943.  Dufouria americana ingår i släktet Dufouria och familjen parasitflugor. Inga underarter finns listade i Catalogue of Life.